# Karen Kronemeyer
Karen Kronemeyer (* 30. April 1981 in Melbourne, Australien) ist eine ehemalige niederländische Squashspielerin.

## Karriere
Karen Kronemeyer war von 2000 bis 2013 auf der WSA World Tour aktiv und gewann auf dieser drei Titel bei insgesamt fünf Finalteilnahmen. Ihre beste Platzierung in der Weltrangliste erreichte sie mit Rang 37 im Juni 2006. Mit der niederländischen Nationalmannschaft nahm sie 2004 und 2004 an der Weltmeisterschaft teil. Auch bei Europameisterschaften gehörte sie mehrmals zum Kader und wurde mit der Mannschaft zwischen 2003 und 2008 fünfmal Vizeeuropameister. Im Einzel stand sie 2005 das einzige Mal im Hauptfeld der Weltmeisterschaft und schied in der ersten Runde gegen Tania Bailey aus. 2002 wurde sie niederländische Meisterin.
Im Mai 2006 wurde Kronemeyer vom niederländischen Squashverband wegen Dopings für zunächst zwei Jahre gesperrt, nachdem sie bei den Landesmeisterschaften im Februar positiv auf BZP getestet wurde. Kronemeyer bestritt eine absichtliche Einnahme des Mittels. Die Sperre wurde im Anschluss auf ein Jahr verkürzt, Kronemeyer bestritt ihr nächstes Turnier im Februar 2007 wiederum bei den Landesmeisterschaften.

## Erfolge
- Vizeeuropameisterin mit der Mannschaft: 2003, 2004, 2005, 2007, 2008
- Gewonnene WSA-Titel: 3
- Niederländischer Meister: 2002